# Шварц Станіслав Семенович
Станіслав Семенович Шварц (1 квітня 1919, Катеринослав — 12 травня 1976, Свердловськ — радянський зоолог та еколог, академік АН СРСР (1970), один з основоположників популяційної та еволюційної екології.

## Біографія
Народився 1 квітня 1919 р. в Катеринославі (нині Дніпропетровськ). В 1937 р. С. С. Шварц вступив на біологічний факультет Ленінградського університету, де його вчителями були Д. М. Кашкаров та П. В. Терентьєв. Під час війни добровольцем пішов на фронт. Після демобілізації в 1942 р. екстерном закінчив університет і вступив до аспірантури. В 1946 р. захищає кандидатську дисертацію. З 1946 р. — в Свердловську. Організатор і керівник (з 1952 р.) лабораторії популяційної екології тварин. 1954 р. — доктор біологічних наук, 1966 р. — член-кореспондент АН СРСР, 1970 р. — дійсний член АН СРСР. В 1955—1976 рр. — директор Інституту екології рослин і тварин АН СРСР, діяльності якого він надав сучасну спрямованість.

## Наукова діяльність
С. С. Шварц розробив метод морфофізіологічних індикаторів для визначення стану і прогнозу розвитку популяцій тварин, нові уявлення про екологічні механізми еволюційного процесу в природі, метаболічної регуляції швидкості росту і розвитку в популяціях тварин, вніс істотний внесок у розвиток популяційної екології тварин (уявлення про біологічну своєрідність сезонних генерацій тварин), хімічної екології водних тварин. Очолював комплексні дослідження природи Крайньої Півночі.
С. С. Шварц зі своїми учнями протягом понад 20-річних багатосторонніх досліджень відкрив і сформулював закономірність, яку звели в ранг екологічного правила Шварца: видоутворення є виразним етапом адаптації, формуванням нового, енергетично більш економного пристосування, ніж спеціалізовані внутрішньовидові форми. Дане явище має істотне загальнобіологічне значення, воно відображено в численних працях Шварца, його фундаментальних роботах.
Фундатор Уральської наукової школи в галузі популяційної та еволюційної екології.

## Нагороди
- Орден Леніна
- Орден Жовтневої Революції
- Премія імені А. Н. Северцова (1972)

## Основні праці
- Принципы и методы современной экологии животных. — Свердловск, 1960;
- Пути приспособления наземных позвоночных животных к условиям существования в Субарктике. — Свердловск, 1963;
- Метод морфо-физиологических индикаторов в экологии наземных позвоночных. — Свердловск, 1968 (совм. с В. С. Смирновым и Л. Н. Добринским);
- Эволюционная экология животных. — Свердловск, 1969;
- Эффект группы в популяциях водных животных и химическая экология. — М., 1976 (совм. с др.).

## Визнання
В Єкатеринбурзі його ім'ям названо вулицю (ім. Академіка Шварца).